# ووکاش ژال
ووکاش ژال (لهستانی: Łukasz Żal؛ تلفظ لهستانی: [ˈwukaʂ ˈʐal]؛ زادهٔ ۲۴ ژوئن ۱۹۸۱) فیلم‌بردار و کارگردان فیلم اهل لهستان است.
از فیلم‌هایی که وی در آنها مشارکت داشته‌است، می‌توان به ایدا اشاره کرد.